# Château d'Ussé
Château d'Ussé je château, ki se nahaja v občini Rigny-Ussé v departmaju Indre-et-Loire (Francija). Bil je eden izmed gradov, ki so navdihnili Walta Disneyja za oblikovanje pravljničnih gradov v njegovih risankah.
Leta 1931 je bil razglašen za Monument historique s strani Ministrstva za kulturo Francije.
- Château d'Ussé